# 草房子
《草房子》是作家曹文轩创作的一部长篇小说。小说的故事发生在油麻地，本书通过对主人公男孩桑桑的六年小学生活的描写，讲述了四个孩子，桑桑、秃鹤、杜小康、细马、和油麻地的老师蒋一轮、白雀关系的纠缠和孩子们苦痛的成长历程。

## 主要角色
- 桑桑
- 秃鹤
- 杜小康
- 细马
- 紙月
- 白雀
- 桑乔
- 蒋老师

## 作品影响
《草房子》自1997年面世之后，各个版本累计印次已接近300次，被翻译为多国语言。
《草房子》出版后曾荣获“冰心儿童文学奖”、中国作协第四届全国优秀儿童文学奖、第四届国家图书奖，并入选“百年百部中国儿童文学经典书系”。